# لیگ عدالت
لیگ عدالت (به انگلیسی: Justice League) عنوان تیمی ابرقهرمانی در کتاب‌های کامیک آمریکایی منتشر شده توسط دی‌سی کامیکس است. لیگ عدالت توسط نویسنده گاردنر فاکس خلق شده‌است که برای اولین بار در مجموعه کمیک شجاع و جسور (مارس ۱۹۶۰) حضور پیدا کردند. هفت عضو اصلی تیم متشکل از: سوپرمن، بتمن، آکوامن، فلش، گرین لانترن، مارشن من‌هانتر و واندر وومن است. فهرست اعضای این تیم در طول زمان دستخوش تغییر گردیده‌است که شامل بسیاری از شخصیت‌های جهان دی‌سی همچون اتم، بلک کنیری، سایبورگ، گرین ارو، گردباد سرخ، ایلانگیتد من، پلاستیک من، پاور گرل، سوپرگرل، هاوک‌گرل، هاوک‌من، کاپیتان مارول/شزم، متامورفو و زاتانا و استارگرل است. این گروه، از ابرقهرمانان دی‌سی کامیکس تشکیل شده‌است که با کمک شاگردان خود برای عدالت می‌جنگند. در نوامبر ۱۹۶۰، این تیم عنوان کمیک اختصاصی خود به نام لیگ عدالت آمریکا را دریافت کردند. اعضای این لیگ با هدف عدالت جمع شدند.
فیلمی سینمایی به همین نام و به کارگردانی زک اسنایدر/جاس ویدن بر اساس این گروه ساخته شده‌است که در تاریخ ۱۷ نوامبر ۲۰۱۷ اکران شد. نسخهٔ برش کارگردان فیلم لیگ عدالت (۲۰۱۷) نیز تحت عنوان لیگ عدالت زک اسنایدر در سال ۲۰۲۱ به نمایش درآمد.

## اعضای لیگ عدالت
این لیست شامل اعضای اصلی، فرعی و کسانی که سابقه حضور در لیگ عدالت را داشته‌اند است: (لیست به مرور زمان بروزرسانی می‌شود)
بتمن، سوپرمن، واندر وومن، فلش (بری آلن)، سوپرگرل، هال جردن، آکوامن، سایبورگ، مارشن من‌هانتر، گرین ارو، اتم (کمیک)، بلک کنیری، زاتانا (کمیک)، دکتر فیت، کاپیتان مارول، هاوک‌من،متامورفو، فانت، استیل، ویکسن، بلو بیتل، وایب، جیپسی، میسترمیراکل، دکترلایت، بوسترگلد، سپاه فانوس سبز، کاپیتان اتم، راکت رد7،راکت رد4،فایر،آیس،هاوک‌وومن، هانترس،اوریون، لایت رای، جنرال گلوری، ماکسیما، تاسمانیان دویل، رای، بلک کُندور، فلش فمیلی، آگنت لیبرتی،بلادویند، پاورگرل، ، کریمسون فاکس، بلوجای،سیلور سورسرس، مایا، ماجوردیساستر، جی‌نورت، مولتی‌من، بیگ سیر، کلویی‌مستر، کلاک کینگ، اسکارلت اسکیر، تریومپ، نوکلون، اوبسیدیان، بلو دویل، آیس‌میدن، مِیستِک، لرون دسپرو، زان وجاینا، زن فردا، آزتک، اوراکل، ورلد فورجر، پلاستیک‌من، زائوریل، هیپولیتا،بیگ باردا، هورمن، جِید، جسی کوئیک، آنتایوس، دارک فلش، مون‌میدن، بت فمیلی، اتریگن، سیستر سوپریور،م ناگری، کولدکست، نایف آل شیخ، فایرهاوک، سوپرچیف، بولیتر، آمبوش باگ، بلک لایتینگ، رد اررو، جِئو فورس، استارمن، کونگوریلا، گاردیان، مون اِل، دانا تروی، استارفایر، اسنایپرکار، سارگون سورسرر، گولدن ایگل، کاپیتان کومت، سندمن، ادام استرنج، تمپست، کاریپر، رترو، رسورکشن من، توی‌من، اموئدمن، بلوتیرم، اکسوِل لرد، جان کنستانتین، ددمن، مادام زاندو، اوماک، بلک اورکید، ریون، دکترمیست، اولمپیان، المنت وومن، کاتانا، استارگرل ،سوامپ تینگ، پاندورا، لکس لوتور، کاپیتان کلد، کیلرفراست، مرا، آزتک، آکواگرل، بیست بوی، کریپتو، رد رابین، الاستی گرل ،کاپیتان نازی.